# Pseudoxomysis longiura
Pseudoxomysis longiura är en kräftdjursart som först beskrevs av Pillai 1963.  Pseudoxomysis longiura ingår i släktet Pseudoxomysis och familjen Mysidae. Inga underarter finns listade i Catalogue of Life.